# 魔兽争霸II：黑潮
《魔兽争霸II：黑潮》是即時戰略遊戲《魔獸爭霸：獸人與人類》的續作。該作發行於1995年12月，是由暴雪娛樂開發的。玩家將再次操控獸人或人類，在一個擁有劍與魔法的幻想的世界中進行遊戲。
該遊戲最初是為MS-DOS版本，還有一個Mac OS版本的遊戲。暴雪娛樂還發布了一個資料片－《魔兽争霸II：黑暗之门》。在1996年4月30日，暴雪發布《魔獸爭霸2：黑暗浪潮》的Microsoft Windows版本。

## 故事背景
人類的暴風王國被獸人軍隊擊潰而滅亡，因此安杜因‧洛薩集結殘存的難民，引領他們北上穿越無盡之海，逃亡至羅德隆王國。通過徵召其他種族的戰士，洛薩組成一支包括人類、地精、精靈和矮人的強大聯盟軍隊，以抗衡獸人和他們無情的新領袖，奧格林‧末日錘。隨著兇猛的食人妖和殘忍的巨魔相繼加入，幾乎所向披靡的部落軍隊持續成長茁壯。可是，就在勝利前夕，古爾丹及其追隨者們卻拋棄盟友，前往尋找失落已久的強大古老文物，這個自私的舉動削弱了部落的勢力，迫使部落不得已而撤退。雖然末日錘在一場慘烈戰鬥中殺死洛薩，短暫地重整獸人軍隊，但英雄的死亡絲毫沒有動搖聯盟的堅定決心。洛薩忠誠的副官圖拉揚迅速接管了統領艾澤拉斯防衛者的重責大任，並最終擊敗部落。（隨後續接《魔兽争霸II：黑暗之门》的劇情）

## 概論
在這個遊戲中，玩家們主要還是會操縱獸人與人類兩大種族，然而雙方已經擴大到「組織」的層面。部落包含了獸人、食人妖、食人魔以及地精，而聯盟則是由人類、矮人、地精以及高等精靈所組成。
與一代不同的是，遊戲的操作性更加地方便。可以直接用右鍵來進行移動、攻擊以及採集資源等指令；但是玩家們還是可以選擇與一代同樣的操作方式。
但是獸人與人類雙方的特色還是略為相同，因此玩家們還是要靠自身的控兵技巧以及軍隊數量來設法取勝。

## 黑暗之門
資料片《黑暗之門》並沒有新單位，只有新地圖以及新戰役。
故事背景設定為第二次戰爭結束後的兩年。在獸人們敗退到德拉諾後，聯盟卻發現黑暗之門的裂隙並未消除。而在這時候，獸人們的長老薩滿耐祖奧，正盤算著下一步領導部落的計畫…

## Battle.net版
GameSpot认为虽然电脑AI的行为预见但却是很高效的系统，而且经过了4年更新，也比它在1999年刚发布时该款RTS更好玩。经过了暗黑和星际争霸、魔兽争霸IIBattle.net版也更加可靠，而且由于战网的免费的，能吸引更多的新老玩家。虽然游戏引擎是1995年的，不过在1999年玩起来也仍然很不错。